# Joseph Larichelière
Joseph Émile Paul Larichelière (Montréal, 13 dicembre 1912 – Canale della Manica, 16 agosto 1940) è stato un militare canadese, asso dell'aviazione durante la seconda guerra mondiale, dove conseguì 6 vittorie aeree nel corso delle fasi iniziali della battaglia d'Inghilterra.

## Biografia
Nacque a Montréal, Québec, il 3 dicembre 1912. Dopo aver frequentato la scuola secondaria entrò all'università di Montréal laureandosi nel 1933. Nei sei anni successivi coniugò il lavoro con il proseguimento degli studi, ma la preoccupazione per il deterioramento della situazione in Europa lo spinse a candidarsi per entrare nella Royal Air Force come pilota. Essendo bilingue, con istruzione universitaria, la sua domanda fu accettata e, in breve tempo, si ritrovò a bordo di una nave diretta in Inghilterra.
Effettuò l'addestramento basico presso una scuola di volo civile situata a Cambridge. A quel tempo la struttura era un po' in disordine poiché la RAF, mobilitandosi per la guerra, era in procinto di convertire l'aeroclub di Cambridge nella No.22 Elementary Flying Training School. Dopo aver completato questa fase della sua istruzione al pilotaggio, gli fu concesso un incarico di servizio breve come ufficiale pilota ad interim in prova, con effetto dal 23 ottobre 1939, a seconda guerra mondiale già iniziata. Continuò il suo addestramento di volo e ricevette il brevetto di pilota militare all'inizio del 1940. Nel maggio di quell'anno si trovava era presso la No. 6 Operational Training Unit a Sutton Bridge, acquisendo familiarità con il caccia Hawker Hurricane. Il 18 maggio entrò in servizio presso il No.504 Squadron RAF con lo status di ufficiale pilota in prova. Quando si unì allo squadrone, questo stava operando con gli Hurricane da RAF Debden, ma era in procinto di trasferirsi in Francia, come rinforzo per la componente aerea del British Expeditionary Force (BEF) impegnata in combattimento nel corso della battaglia di Francia.
A causa della sua inesperienza, invece di mandarlo in Francia fu assegnato al No.213 Squadron RAF con sede a RAF Wittering,  Lincolnshire, operante con gli Hurricane. Questa unità era appena tornata dalla Francia e un distaccamento con sede alla RAF Manston aiutava a coprire l'evacuazione del BEF da Dunkerque. Egli non fu in alcun modo impiegato in questa operazione, continuando il suo addestramento operativo.

### La battaglia d'Inghilterra

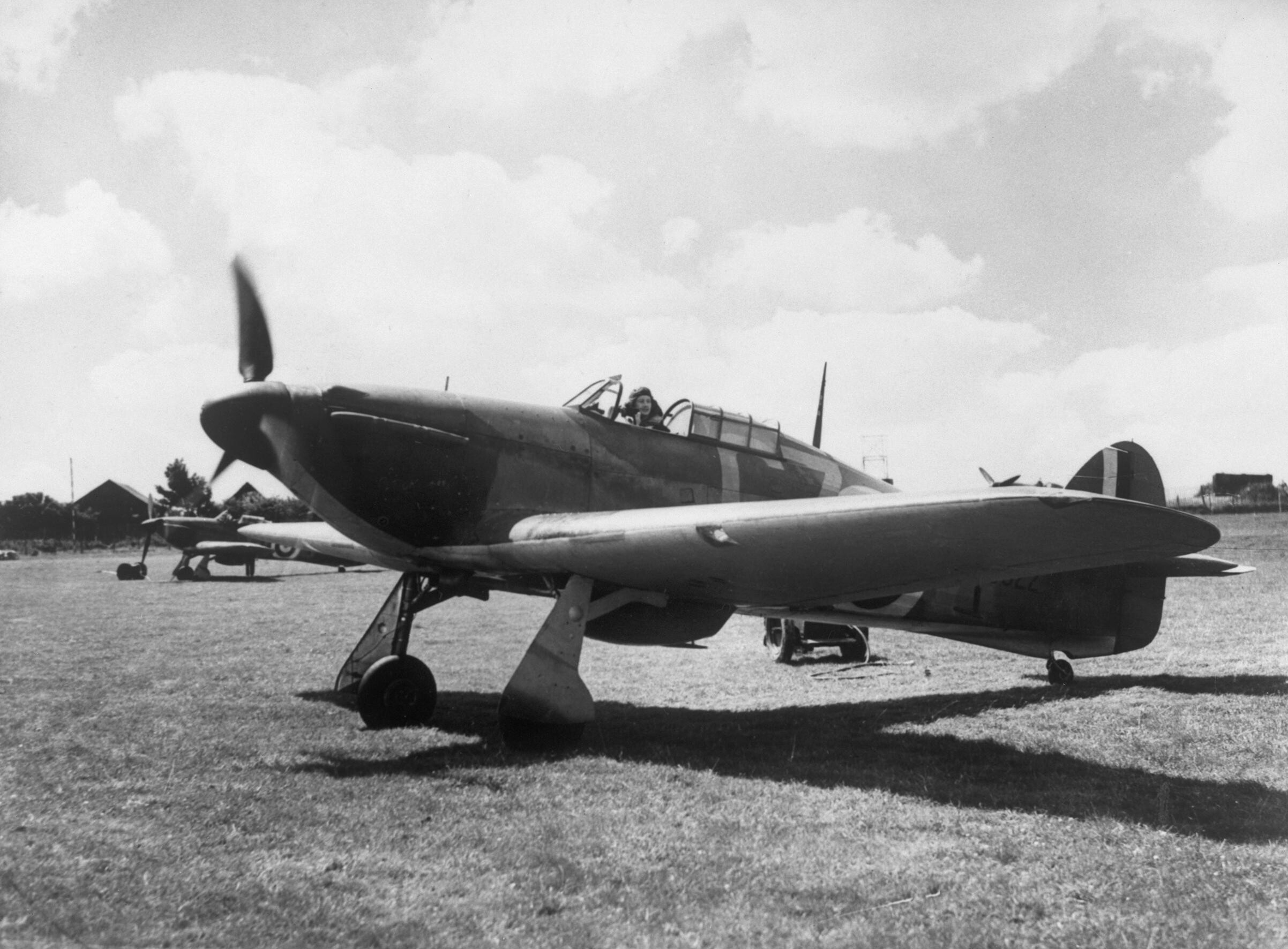
Un caccia Hawker Hurricane durante la battaglia d'Inghilterra.

A giugno il suo squadron fu trasferito sulla RAF Exeter, nel Surrey, nel sud-ovest dell'Inghilterra, in forza al No.10 Group con il compito di pattugliare la costa. Volò regolarmente in queste missioni di pattugliamento per tutto luglio e nel mese successivo, durante il quale le sue operazioni si intensificarono con l'inizio della battaglia d'Inghilterra. Ad agosto lo squadron effettuava regolarmente fino a otto missioni al giorno.
Il 13 agosto, successivamente noto come Adlertag (Giorno dell'Aquila), la Luftwaffe iniziò un massiccio attacco contro gli aeroporti della RAF. Diversi bombardieri attaccarono Portland, un obiettivo secondario scelto per non essere riusciti a trovare quelli originali; mentre pattugliava la zona,  inseguì un bombardiere medio Junkers Ju 88.
Dopo 15 minuti di inseguimento colpì il bombardiere con il fuoco delle mitragliatrici danneggiando il suo motore di sinistra al punto che l'aereo si schiantò in mare. Poco dopo, distrusse un caccia Messerschmitt Bf 109 che sorvolava il luogo dove era precipitato lo Ju 88. Mentre girava intorno al relitto, fu sorpreso dall'apparizione inaspettata del Bf109 e cabrò rapidamente tra le nuvole, volò in cerchio e attaccò dall'alto l'aereo nemico il cui pilota stava osservando i rottami sottostanti. Durante un'altra missione nella stessa zona, effettuata lo stesso giorno, volò accidentalmente in mezzo a una formazione di caccia pesanti Messerschmitt Bf 110 che emergeva dalle nuvole. Colpì un Bf 110 mentre si allontanava frettolosamente e lo vide esplodere a mezz'aria.
Nel tardo pomeriggio di due giorni dopo il No.213 Squadron RAF, insieme ad altri due squadron, fu fatto decollare per intercettare un grande gruppo di bombardieri in picchiata Junkers Ju 87 Stuka scortato da caccia Bf 109 e Bf 110. Originariamente diretta contro la base RAF Warmwell, la formazione tedesca venne dirottata su Portland dopo aver incontrato diversi caccia inglesi lungo il percorso. Ingaggiò subito combattimento abbattendo un caccia pesante Bf 110 appena a sud di Portland e poi inseguì e abbatté uno Ju 87,  che stava cercando disperatamente di eludere gli aerei inglesi entrando e uscendo dalle nuvole. Avvicinandosi a poche centinaia di metri allo Ju 87 sparò due raffiche di mitragliatrice facendo cadere "pezzi di ogni tipo" dall'aereo tedesco, che successivamente precipitò nel canale della Manica. Ritornato ad attaccare la grande formazione tedesca distrusse un altro Bf 110 che fu visto schiantarsi in mare dopo che uno dei suoi motori era esploso, fu la sua sesta e ultima vittoria.
Il giorno successivo, 16 agosto, egli e e i suoi compagni furono fatti decollare per intercettare un'altra formazione di bombardieri della Luftwaffe diretta a Portland. Coinvolto in un combattimento aereo sull'isola di Wight, non riuscì a tornare a Exeter e si presume sia stato abbattuto sul canale della Manica rimanendo ucciso. Dopo alcune settimane, poiché i piloti soccorsi o feriti a volte impiegavano giorni per ritornare al reparto, fu elencato come disperso nella 44ª lista delle vittime della RAF datata 30 agosto 1940. Meno di un anno dopo il suo status fu cambiato in disperso-presumibilmente morto. Non ha una tomba conosciuta e il suo nome, insieme a quello dei circa 20.000 membri del personale aereo alleato di cui non si conosce la tomba, è commemorato nel Runneymeade Memorial a Englefield Green.  A Larichelière vengono attribuiti sei aerei distrutti.

### Annotazioni
1. ↑  Parlava correntemente sia il francese che l'inglese.

### Fonti
1. 1 2  Commonwealth War Graves.
2. 1 2 3 4 5 6 7 8 9 10 11 12 13 14 15 16 17 18 19 20  Canada.
3. 1 2 3 4 5 6 7  Shores, Williams 1994, pp. 388-389.
4. ↑  (EN) The London Gazette (PDF), n. 34727, 7 November 1939.
5. ↑  (EN) The London Gazette (PDF), n. 34887, 2 July 1940.
6. ↑  Rawlings 1976, pp. 460-461.
7. 1 2  Rawlings 1976, p. 326.
8. ↑  Bungay 2015, pp. 207-210.
9. ↑  Bungay 2015, p. 216.